# Левинсон, Ефим Львович
Ефи́м Льво́вич Левинсо́н (1927—1990) — советский артист эстрады, кукловод. Заслуженный артист РСФСР (1968). Ветеран Великой Отечественной войны.

## Биография и творчество

### Ранние годы
Ефим Львович Левинсон родился 16 сентября 1927 года в городе Рудня Смоленской области. В 1929 году семья переехала в Ленинград. Там в возрасте семи лет Фима начал участвовать в кукольном театре Дворца пионеров. В 15 лет ушёл на фронт, служил юнгой на кораблях Балтийского флота, получил ранение. После демобилизации в 1944 году поступил в студию актёров театра кукол (ныне — Театр кукол Аничкова дворца Санкт-Петербургского городского дворца творчества юных), входил в число первых 26 воспитанников театра. Затем был принят на работу в Театр кукол при Дворце культуры им. М. Горького. Начал выступать на эстраде, сначала один, но вскоре образовался дуэт с артистом Большого театра кукол А. Корзаковым. Наибольшую известность получила их «кукольная» политсатира на японского милитариста — номер в духе того времени. С 1954 года Левинсон работал в Ленгосэстраде, где познакомился с Георгием Поликарповым.

### Левинсон и Поликарпов — эстрадный дуэт с куклами
Кукольный дуэт Левинсона и Поликарпова родился в 1955 году. Активную поддержку в этом оказал художественный руководитель Ленгосэстрады  Г. Полячек. Дуэт довольно быстро приобрёл популярность, так что в 1958 Левинсон и Поликарпов стали лауреатами III Всесоюзного конкурса артистов эстрады. Кукол они изготавливали сами: эскизы и скульптуру выполнял Левинсон, а конструировал Поликарпов. В течение 20 с небольшим лет, пока существовал дуэт, артисты сделали около ста номеров, использовав двести кукол. Среди номеров были сатирические, пародийные: «Обезьянка-модница», «Повар и собака», «Художник-абстракционист», «„Бемолькин“ и „Диезкин“» и др. Большинство номеров представляли собой небольшие жанровые сценки с чётко очерченными, психологически достоверными характерами. Классикой эстрады стали такие номера, как «Любящий муж», «Очи чёрные», «Умирающий лебедь» и др.
Например, в маленьком шедевре «Мелодия» скрипач (расположенный на ширме) вдохновенно играл Глюка. Вдруг совершенно неожиданно появлялся рычащий тигр, который был готов броситься на скрипача. Однако под влиянием музыки зверь понемногу успокаивался, начинал внимательно слушать и в глазах его появлялась слеза. Сняв с себя шкуру, тигр укутывал ею музыканта, а затем, зачарованный, уходил вслед за скрипачом, унося в своих зубах футляр со скрипкой.
Лучшие эстрадные номера Левинсона и Поликарпова были объединены в программу «Смеются и плачут куклы», которую показали более чем в 40 странах мира: США, Канаде, большинстве стран Европы, в странах Латинской Америки, Африки, Азии.  На протяжении четырёх сезонов артисты работали в парижской «Олимпии» и были удостоены серебряной медали театра «Олимпия». Также они были награждены Орденом Королевской ленты и званием Шевалье де Тон Европейской ассоциации театральных кукол в Брюсселе.

### Последующие годы
В 1978 году, после того как Поликарпов ушёл на пенсию, Левинсон организовал Ленинградский театр миниатюр с куклами. В спектакле «Озорное ревю» вместе с куклами разных размеров и систем принимали участие и «живые» актёры — танцовщики, мимы. Все вместе они создавали оригинальное красочное шоу, в которое входили сатирическая сценка «Русское кабаре в Париже», лубочная картинка «Вдоль по Питерской», пародия на рок-группу «Конвульсия», «Ансамбль кавказского танца» и др. (художник — заслуженный деятель искусств Т. Г. Бруни). Так кукольники овладевали основами хореографии, а танцовщики, в свою очередь, приобщались к искусству кукловождения. Работали на разных площадках, в том числе во дворцах спорта. Неоднократно давали представления в Москве. Спектакль, с некоторыми изменениями и дополнениями, существовал до последних дней Ефима Львовича. Незавершённой осталась мечта мастера о создании «супершоу», в котором бы участвовали куклы гигантских размеров…
Коллекция кукол Левинсона и Поликарпова хранится в музее Театра де Тон в Брюсселе.
Скончался 14 марта 1990 года. Похоронен на Еврейском кладбище в Ленинграде.

## Награды
- Заслуженный артист РСФСР (1968).
- Серебряная медаль театра «Олимпия».
- Орден Королевской ленты.
- Почётный орден Европейской ассоциации театральных кукол в г. Брюсселе и Париже[3].

## Сочинения
- Левинсон Е., Поликарпов Г. 50 дней в Париже // Нева, 1965. — № 7.